# 담황색꽃박쥐
담황색꽃박쥐(Erophylla sezekorni)는 주걱박쥐과(신세계잎코박쥐류)에 속하는 박쥐의 일종이다. 바하마와 케이먼 제도, 쿠바 그리고 자메이카에서 발견된다.

## 특징
보통 크기의 박쥐로 전완장이 43~51mm, 꼬리 길이가 10~19mm이다. 귀 길이는 14~18mm이고 몸무게는 최대 21g이다. 털이 짧고 부드럽다. 등쪽은 갈색을 띠는 반면에 배쪽은 연한 갈색과 회색빛을 띤다. 주둥이는 가늘고 길다. 잎코는 작고 둥글며 약간 뾰족하다.

## 생태
수백마리부터 수천 마리까지 무리를 지어 동굴 속에서 생활한다. 먹이는 곤충과 꽃꿀, 열매이다. 6월에 한 번 한 마리의 새끼를 낳는다. 짝찟지는 12월과 1월에 이루어지지고 2월과 6월에 새끼를 밴 암컷이 관찰된다.

## 분포 및 서식지
쿠바와 후벤투드섬, 자메이카, 바하마, 터크스 케이커스 제도, 케이맨 제도에 널리 분포한다.